# Équipe du Nicaragua masculine de volley-ball
Cet article traite de l'équipe masculine. Pour l'équipe féminine, voir Équipe du Nicaragua féminine de volley-ball.
L'équipe du Nicaragua de volley-ball est composée des meilleurs joueurs nicaraguayens sélectionnés par la Fédération Nicaraguyenne de Volley-ball. Elle est actuellement classée au 98e rang de la Fédération Internationale de Volleyball au 15 janvier 2010.

## Sélection actuelle
Sélection pour les qualifications aux Championnats du monde 2010.

Entraîneur :  Lester Martinez ; entraîneur-adjoint :  Ernesto Brenes

## Palmarès et parcours

### Palmarès
Néant.

### Parcours

#### Championnat d'Amérique du Nord
| - 1969 : Non qualifié - 1971 : Non qualifié - 1973 : Non qualifié - 1975 : Non qualifié - 1977 : Non qualifié - 1979 : Non qualifié - 1981 : Non qualifié - 1983 : Non qualifié - 1985 : Non qualifié - 1987 : 9e | - 1989 : 9e - 1991 : Non qualifié - 1993 : Non qualifié - 1995 : Non qualifié - 1997 : Non qualifié - 1999 : Non qualifié - 2001 : Non qualifié - 2003 : Non qualifié - 2005 : Non qualifié - 2007 : Non qualifié | - 2009 : Non qualifié |

#### Jeux d'Amérique centrale et des Caraïbes
| - 1930 : ? - 1935 : ? - 1946 : ? - 1950 : ? - 1954 : ? - 1959 : ? - 1962 : ? - 1966 : ? - 1970 : ? - 1974 : ? | - 1978 : ? - 1982 : ? - 1986 : ? - 1990 : ? - 1993 : ? - 1998 : ? - 2002 : 6e - 2006 : Non qualifié - 2010 : |